# Luiz Adriano
Luiz Adriano de Souza da Silva, zkráceně Luiz Adriano (12. duben 1987, Porto Alegre, Brazílie) je brazilský fotbalový útočník, který hraje od roku 2023 za brazilský klub Internacional.

## Přestupy
- z Internacional do Šachtar  za 3 000 000 Euro
- z Šachtar do Milán za 14 000 000 Euro
- z Milán do Spartak Moskva zadarmo
- z Spartak Moskva do Palmeiras za 1 000 000 Euro
- z Palmeiras do Antalyaspor zadarmo
- z Antalyaspor do Internacional zadarmo

## Klubová kariéra

### SC Internacional
Fotbalovou kariéru zahájil v brazilském klubu SC Internacional, s nímž v roce 2006 vyhrál Mistrovství světa klubů, když Internacional porazil ve finále 17. prosince španělskou Barcelonu 1:0. Adriano se dostal na hřiště v 61. minutě, když vystřídal Pata. V semifinále turnaje 13. prosince proti egyptskému klubu Al-Ahly SC vstřelil v 72. minutě vítězný gól na konečných 2:1.

### Šachtar Doněck
2. března 2007 přestoupil za 3 miliony eur do ukrajinského klubu Šachtar Doněck. Zde posbíral celou řadu fotbalových trofejí v ukrajinských soutěžích a také získal titul v Poháru UEFA 2008/09.
20. listopadu 2012 v zápase Ligy mistrů proti dánskému týmu FC Nordsjælland skóroval vyrovnávající gól na průběžných 1:1 v rozporu s fair play. Hráč Šachtaru Willian vracel po zranění fotbalisty Nordsjællandu míč směrem k bráně dánského celku, když po něm vystartoval Adriano a skóroval. Svou trefu i oslavil. Nakonec v zápase vstřelil hattrick a Šachtar vyhrál 5:2. UEFA jej po zápase potrestala jednozápasovým distancem za nesportovní chování, ukrajinský klub vydal prohlášení a omluvu za chování svého hráče.
21. 10. 2014 vstřelil v základní skupině H Ligy mistrů UEFA 2014/15 úctyhodných 5 gólů proti běloruskému klubu FK BATE, po Argentinci Lionelu Messim se stal teprve druhým hráčem v historii, kterému se to podařilo v hlavní fázi Ligy mistrů. Zároveň se stal prvním fotbalistou, který v hlavní fázi LM nastřílel 4 góly během jednoho poločasu. Šachtar vyhrál v Bělorusku vysoko 7:0. V odvetě 6. listopadu 2014 vstřelil Borisovu hattrick a podílel se na všech pěti gólech svého týmu při vítězství 5:0.

### AC Milán
2. července 2015 podepsal pětiletou smlouvu s italským klubem AC Milán . V italském klubu získal jen domácí superpohár 2016. Zápasů moc nehrál a tak požádal vedení o přestup. Jeho rozhodnutí klub akceptoval a o jeho služby se přihlásil Ruský klub FK Spartak Moskva .

## Statistiky
| Sezóna                  | Klub                    | Liga                    | Liga   | Liga | Ligové poháry | Ligové poháry | Ligové poháry | Kontinentální poháry | Kontinentální poháry | Kontinentální poháry | Celkem | Celkem |
| Sezóna                  | Klub                    | Soutěž                  | Zápasy | Góly | Soutěž        | Zápasy        | Góly          | Soutěž               | Zápasy               | Góly                 | Zápasy | Góly   |
| ----------------------- | ----------------------- | ----------------------- | ------ | ---- | ------------- | ------------- | ------------- | -------------------- | -------------------- | -------------------- | ------ | ------ |
| 2006                    | Internacional           | Gaúcho+Séria A          | 2+12   | 1+0  | -             | 0             | 0             | MSk                  | 2                    | 1                    | 16     | 2      |
| 2007                    | Internacional           | Gaúcho+Séria A          | 1+0    | 0    | -             | 0             | 0             | PO                   | 1                    | 0                    | 2      | 0      |
| 2006/07                 | Šachtar                 | Vyšča Liha              | 5      | 0    | UP            | 1             | 0             | PU                   | 0                    | 0                    | 6      | 0      |
| 2007/08                 | Šachtar                 | Vyšča Liha              | 13     | 4    | UP+US         | 5+0           | 1             | LM                   | 1                    | 0                    | 19     | 5      |
| 2008/09                 | Šachtar                 | Premjer-liha            | 12     | 4    | UP+US         | 3+0           | 1             | LM+PU                | 6+8                  | 1+3                  | 29     | 9      |
| 2009/10                 | Šachtar                 | Premjer-liha            | 23     | 11   | UP            | 1             | 0             | LM+EL+SP             | 2+9+1                | 0+6+0                | 36     | 17     |
| 2010/11                 | Šachtar                 | Premjer-liha            | 21     | 10   | UP+US         | 5+1           | 4+2           | LM                   | 10                   | 4                    | 37     | 20     |
| 2011/12                 | Šachtar                 | Premjer-liha            | 23     | 12   | UP+US         | 5+1           | 1+0           | LM                   | 6                    | 3                    | 35     | 16     |
| 2012/13                 | Šachtar                 | Premjer-liha            | 19     | 7    | UP+US         | 5+1           | 4+1           | LM                   | 7                    | 3                    | 32     | 15     |
| 2013/14                 | Šachtar                 | Premjer-liha            | 25     | 20   | UP+US         | 5+1           | 2+0           | LM+EL                | 6+2                  | 1+2                  | 39     | 25     |
| 2014/15                 | Šachtar                 | Premjer-liha            | 21     | 9    | UP+US         | 4+1           | 3+0           | LM                   | 7                    | 9                    | 33     | 21     |
| Celkem za Šachtar       | Celkem za Šachtar       | Celkem za Šachtar       | 162    | 77   | -             | 39            | 19            | -                    | 65                   | 32                   | 266    | 128    |
| 2015/16                 | Milán                   | Serie A                 | 26     | 4    | IP            | 3             | 2             | -                    | 0                    | 0                    | 29     | 6      |
| 2016/17                 | Milán                   | Serie A                 | 7      | 0    | IP+IS         | 0+0           | 0             | -                    | 0                    | 0                    | 7      | 0      |
| Celkem za Milán         | Celkem za Milán         | Celkem za Milán         | 33     | 4    | -             | 3             | 2             | -                    | 0                    | 0                    | 36     | 6      |
| 2017                    | Spartak Moskva          | Premier Liga            | 8      | 2    | RP            | 0             | 0             | EL                   | 0                    | 0                    | 8      | 2      |
| 2017/18                 | Spartak Moskva          | Premier Liga            | 25     | 10   | RP+RS         | 4+1           | 0+1           | LM+EL                | 6+2                  | 1+2                  | 38     | 15     |
| 2018/19                 | Spartak Moskva          | Premier Liga            | 23     | 6    | RP            | 2             | 0             | LM+EL                | 2+3                  | 0+1                  | 30     | 7      |
| 2019                    | Spartak Moskva          | Premier Liga            | 3      | 1    | RP            | 0             | 0             | EL                   | 0                    | 0                    | 3      | 1      |
| Celkem za Spartak       | Celkem za Spartak       | Celkem za Spartak       | 59     | 19   | -             | 7             | 2             | -                    | 13                   | 4                    | 79     | 25     |
| 2019                    | Palmeiras               | Séria A                 | 13     | 6    | -             | 0             | 0             | PO                   | 2                    | 1                    | 15     | 7      |
| 2020                    | Palmeiras               | Paulista+Séria A        | 14+24  | 3+10 | BP            | 7             | 2             | PO+MSk               | 7+2                  | 5+0                  | 54     | 20     |
| 2021                    | Palmeiras               | Paulista+Séria A        | 6+19   | 1+3  | BP            | 2             | 0             | PO+RS                | 7+1                  | 1+0                  | 35     | 5      |
| Celkem za Palmeiras     | Celkem za Palmeiras     | Celkem za Palmeiras     | 76     | 23   | -             | 9             | 2             | -                    | 19                   | 7                    | 104    | 32     |
| 2022                    | Antalyaspor             | Süper Lig               | 15     | 4    | TP            | 1             | 0             | -                    | 0                    | 0                    | 16     | 4      |
| 2022/23                 | Antalyaspor             | Süper Lig               | 19     | 2    | TP            | 3             | 2             | -                    | 0                    | 0                    | 22     | 4      |
| Celkem za Antalyaspor   | Celkem za Antalyaspor   | Celkem za Antalyaspor   | 34     | 6    | -             | 4             | 2             | -                    | 0                    | 0                    | 38     | 8      |
| 2023                    | Internacional           | Gaúcho+Séria A          | 4+29   | 1+3  | BP            | 2             | 0             | PO                   | 11                   | 3                    | 46     | 7      |
| Celkem za Internacional | Celkem za Internacional | Celkem za Internacional | 48     | 5    | -             | 2             | 0             | -                    | 8                    | 2                    | 58     | 7      |
| Celkově                 | Celkově                 | Celkově                 | 404    | 134  | -             | 58            | 23            | -                    | 110                  | 47                   | 572    | 204    |

## Úspěchy

### Klubové

#### Národní
- vítěz ukrajinské ligy (6x)

Šachtar: 2007/08, 2009/10, 2010/11, 2011/12, 2012/13, 2013/14
- vítěz ruské ligy (1x)

Spartak: 2016/17
- vítěz ukrajinského poháru (4x)

Šachtar: 2007/08, 2010/11, 2011/12, 2012/13
- vítěz brazilského poháru (1x)

Palmeiras: 2020
- vítěz ukrajinského superpoháru (5x)

Šachtar: 2008, 2010, 2012, 2013, 2014
- vítěz italského superpoháru (1x)

Milán: 2016
- vítěz ruského superpoháru (1x)

Spartak: 2017

#### Kontinentální
- vítěz Mistrovství světa klubů (1x)

Internacional: 2006
- vítěz Poháru UEFA (1x)

Šachtar: 2008/09
- vítěz Poháru osvoboditelů (2x)

Palmeiras: 2020, 2021

### Reprezentační
- 1× na MS 20 (2007)

### Individuální
- 1× nejlepší střelec ukrajinské ligy (2013/14)

## Reprezentační kariéra
Reprezentoval Brazílii v mládežnické kategorii U20.
V A-mužstvu brazilské reprezentace debutoval v roce 2014.